# Shidokan
Shidokan (士道館?, Shidōkan) è il karate che include il combattimento a mano nuda ed il knockdown, Kickboxing e grappling. I tornei sono a contatto pieno e normalmente vengono svolti all'interno di un ring di boxe. Il Karate Shidokan fu creato da Yoshiji Soeno e originario nel suo addestramento dal karate Kyokushin.
Il significato del nome può essere così tradotto:
- SHI - Il samurai
- DO - La via
- KAN - Il gruppo di allenamento.

Lo Shidokan non deve essere confuso con lo Shōrin-ryū Shidōkan e con lo Shotokan che sono altri stili di Karate.

## Origine
Yoshiji Soeno (添野 義二?, Soeno Yoshiji) nacque il 29 settembre 1947, a Tokorozawa, Saitama, Giappone. Sin da bambino si dimostrò parecchio interessato alle arti marziali, ed apprese sia il Judo che il Kendō. Originariamente ritenne che il Karate fosse peggiore come arte marziale se comparato allo Judo, ma in quel periodo storico il Karate si stava evolvendo e adattando agli altri sport da combattimento.

## Lo Shidokan al giorno d'oggi
Oggi, lo Shidokan ha diversi dojo sparsi per il Mondo: in Giappone, USA, Svezia, Francia, paesi arabi, Grecia, Italia e Bretagna, divenendo parte attiva nell'aumento della consapevolezza del Karatedo. Il formato base di competizione fa parte degli stili internazionali di karate con K.O. e la maggior parte dei dojo sono rivolti alla kickboxing.
Il primo dojo Shidokan iniziò in Bretagna nel maggio 1991 quando Jean Jacques Burnel ritornò dal Giappone graduato da Soeno come 2º Dan. Ed in Italia nel 1991 con il M° Gianluca Mariani, dopo un seminario intensivo diretto da Grandmaster 'Kancho Yoshiji Soeno', fondatore dello stesso a quell'epoca in giro per l'Europa per diffondere lo shidokan. Consegue l'abilitazione con il grado di Shihan cintura nera 6º Dan. Dopo un lungo periodo e con ottimi risultati con Shihan Mariani, la responsabilità di rappresentare lo Shidokan in italia è passata ad altri maestri, oggi l'Hombu Dojo e quindi il quartier generale in Italia è situato a Bari sotto la responsabilità di Gianluca Buttiglione.

## Caratteristiche
L'allenamento include tutte le caratteristiche tecniche di waza, judo, jujutsu, Muay Thai e kata. Prese, proiezioni, locks, throws, e i colpi con la tibia ed il gomito fanno parte tutti parte dello stile.
La vera e propria peculiarità di questo stile è l'organizzazione del match, in generale articolato in tre fasi: 
- da 1 a 3 round da 2 minuti di Karate Bare Knuckle full rules, che prevede l'utilizzo del clinch per 3 secondi e lotta a terra per 5;
- da 1 a 3 round da 2 minuti di Kickboxing K-1 rules, in cui si prevede anche una fase di catching dei calci con relativa spazzata (come nella Muay Thai);
- da 1 a 3 round da 2 minuti di Grappling, dove è previsto uno scambio in piedi ma non un Ground and Pound a terra.
Questo tipo di competizione viene definita Martial Art Triathlon.
Il Dojokun è recitato in ricordo della conclusione di ogni sessione di allenamento, in modo da far riflettere gli studenti riguardo ai principi guida dello Shidokan:
- Prendi lo spirito del Samurai.
- Migliora il tuo carattere. Sii gentile con gli altri.
- Allena il tuo corpo e la tua mente.
- Vivi in modo semplice. Ama l'umanità. Rispetta la provvidenza.
- Il combattimento egoista non è permesso.

Il sistema dei gradi Kyū è così articolato:
- 10º Kyū - arancione
- 9º Kyū - arancione con striscia nera
- 8º Kyū - blu
- 7º Kyū - blu con striscia nera
- 6º Kyū - giallo
- 5º Kyū - giallo con striscia nera
- 4º Kyū - verde
- 3º Kyū - verde con striscia nera
- 2º Kyū – marrone
- 1º Kyū – marrone con striscia nera
- 1° dan (Sho Dan) – nera